# Twarze w tłumie
Twarze w tłumie (ang. Faces in the Crowd) – amerykańsko-francusko-kanadyjski thriller z 2011 roku w reżyserii Juliena Magnata. Wyprodukowany przez Millennium Entertainment. W filmie występują Milla Jovovich, Julian McMahon, David Atrakchi, Michael Shanks, Sandrine Holt i Sarah Wayne Callies. Zdjęcia kręcono w Winnipeg.

## Fabuła
Anna (Milla Jovovich) zostaje napadnięta przez seryjnego mordercę, nieuchwytnego Jacka. W wyniku odniesionych urazów cierpi na rzadkie schorzenie, które objawia się niemożnością rozpoznawania ludzkich twarzy. Grozi jej śmiertelne niebezpieczeństwo – morderca, który na nią napadł, chce dokończyć swoje dzieło.

## Obsada
- Milla Jovovich jako Anna Merchant
- Julian McMahon jako detektyw Kerrest
- David Atrakchi jako Lanyon
- Michael Shanks jako Bryce
- Sarah Wayne Callies jako Francine
- Sandrine Holt jako Nina
- Marianne Faithfull jako doktor Langenkamp